# David Aspelin
David Johan Aspelin, född 2 augusti 1780 i Långasjö församling, Kalmar län, död 25 augusti 1821 i Tolgs församling, Kronobergs län, var en svensk präst, poet och bibliotekarie.
Aspelin var son till prosten i Långasjö Elias Aspelin. Han studerade från 1790 vid Växjö skola, blev 1794 gymnasist och 1796 student vid Lunds universitet. Han blev filosofie kandidat 1799 och filosofie magister samma år, varpå han en tid studerade vid Uppsala universitet men återvände till Lund redan året därpå. År 1803 blev Aspelin amanuens vid universitetsbiblioteket i Lund, 1806 andre gymnasieadjunkt och biblioteksamanuens samt förste adjunkt och bibliotekarie 1811. Han prästvigdes 1813, blev konsistorienotarie samma år och 1816 lektor i filosofi samt senare samma år kyrkoherde i Tolg. Aspelin var från 1817 riksdagsman för prästeståndet, blev kontraktsprost 1818 och samma år titulärprofessor.
Under sin tid som biblioteksamanuens i Lund var Aspelin kamrat till Esaias Tegnér, och dennes brevdikt Till A—n som är kritik mot Svenska Akademien är ställd till Aspelin. 1803–1805 skrev Aspelin sina första egna dikter. Hans Sång öfver Sveriges och Norriges förening fick omnämnande och i omarbetat skick stora priset 1815. Med mindre priset belönades Grafven (1816) och Carl Johans uppstigande på tronen (1818). Dikten Till nordens sånggudinna med vilken han 1817 tävlade om Zibetska priset kom att väcka anstöt hos Carl Gustaf af Leopold genom sitt tal om gamla och nya skolan men fick trots det hedersomnämnande. Aspelin tillhörde de götiska författarna något som främst märks i hans Jomsvikingarne, forntida saga i fyra sånger.